# Drosera huegelii
Drosera huegelii ist eine fleischfressende Pflanze aus der Gattung der Sonnentaue (Drosera) und wurde 1837 von Stephan Ladislaus Endlicher erstbeschrieben.

## Beschreibung
Drosera huegelii ist eine aufrechte, unbehaarte, bis zu 45 cm hohe Pflanze, die sich oft an nahen Pflanzen abstützt. Am unteren Teil der Sprossachse befinden sich einige kleine, pfriemförmige Tragblätter. Die 10 bis 20 Fangblätter verteilen sich am oberen Ende der aufrechten Sprossachse.
Die Blattspreiten sind sehr breit traubenförmig, nach unten hängend, 5 bis 8 mm im Durchmesser, tief konkav und 4 bis 6 mm lang. Längere Tentakeldrüsen befinden sich entlang des Randes. Kleinere Tentakeldrüsen im Inneren. Die Blattstiele sind schlank, spitz zulaufend und 10 bis 15 mm lang.
Blütezeit ist von Juni bis September. Der rispenförmige Blütenstand sitzt an der Spitze der Pflanze und besteht aus 3 bis 12 crèmeweißen Blüten an 4 bis 20 mm langen, unbehaarten Blütenstielen. Die pfriemförmigen Vorblätter befinden sich nahe der Achseln der Blütenstiele. Die Kelchblätter sind grün, eiförmig, 5 mm lang und 2 mm breit. Die Ränder und die Spitzen sind gefranst und mit engen, pfriemförmigen  Ansätzen besetzt, die mit einer kleinen, 1,3 mm langen, rötlichen Drüse überkront sind. Die Oberfläche ist schwarz gepunktet. Die Kronblätter sind verkehrt eiförmig, 10 mm lang und 5 mm breit mit gestutzten und gezähnten Spitzen. Die 5 Staubblätter sind 2 mm lang. Die Staubfäden sind weiß, die Staubbeutel weiß und der Pollen ist gelb. Der Fruchtknoten ist grün, verkehrt-eiförmig, eingedrückt, 1,5 mm im Durchmesser und 1 mm lang. Die 3 Griffel sind weiß, 0,5 mm lang und bilden von der Basis aus eine Art verdickte Säule in der unteren Hälfte. Die obere Hälfte weitet sich bis zur dreifachen Dicke der Säule in viele leicht geteilte Segmente. Die Narben sind weiß, ausgerandet und bilden eine kompakte Anhäufung am Ende jedes Griffels. 
Die Knolle ist weiß, kugelförmig, hat einen Durchmesser von rund 10 mm und ist in eine papierartige Blattscheide gehüllt. Sie befindet sich an einem 5 cm langen, vertikalen Ausläufer. Wie alle sogenannten „Knollendrosera“ zieht sie sich zu Zeiten hoher Temperaturen und relativer Trockenheit in diese Knolle zurück und überdauert unterirdisch.

Verbreitung von Drosera huegelii in Australien

## Verbreitung, Habitat und Status
Die Art ist endemisch im Gebiet bei Albany und Augusta im Südwesten Australiens. Sie gedeiht dort an den Rändern von Sümpfen und winterfeuchten Senken auf sandigen Böden, die im Sommer austrocknen.

## Systematik
Drosera huegelii gehört zur Untergattung Ergaleium, Sektion Ergaleium, also zu den kletternden Knollendrosera. Diese Art ist leicht an den tief konkaven, glockenförmigen Fangblättern zu erkennen.